# Axel Schlote

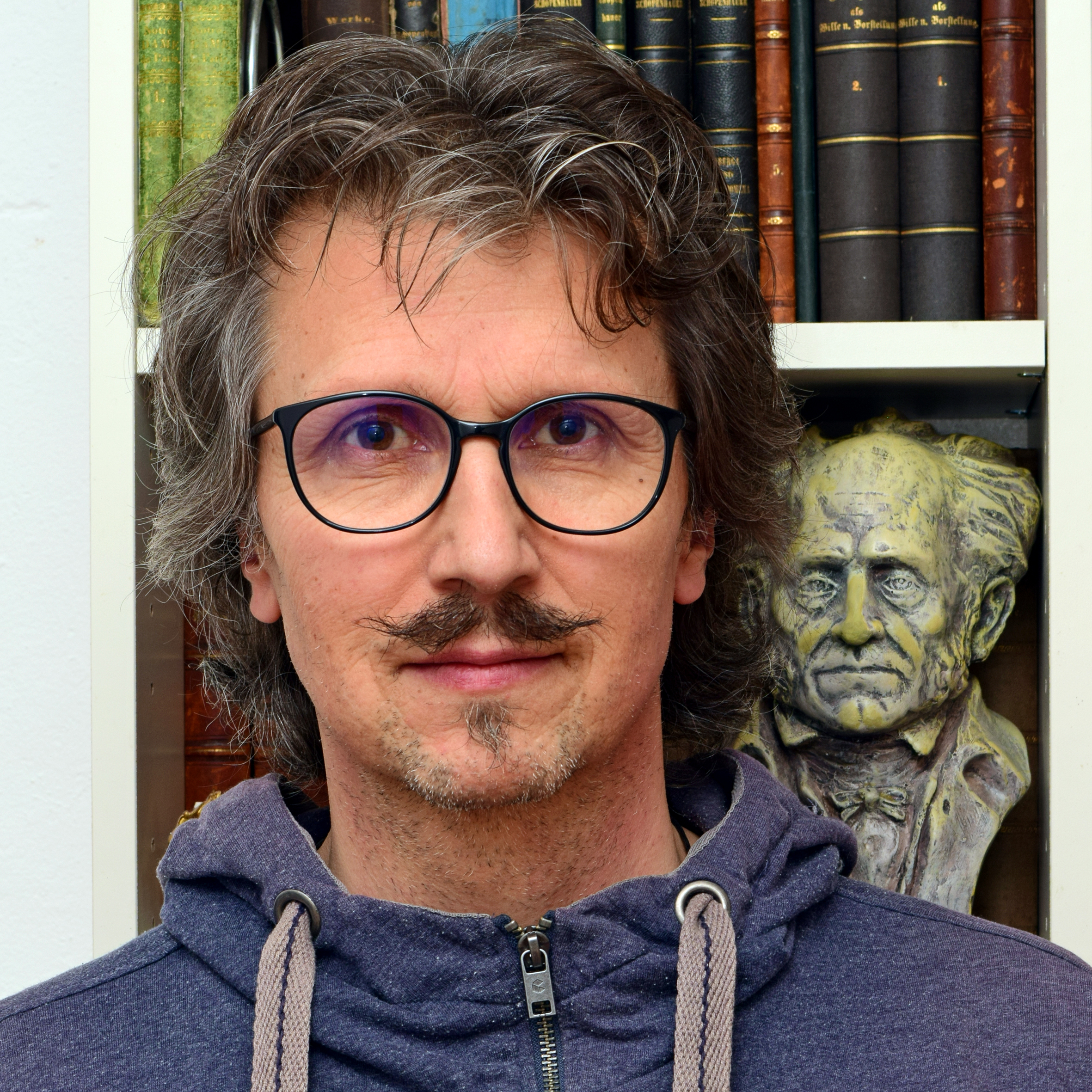
Axel Schlote (2022)

Axel Schlote (* 12. Oktober 1968 in Osnabrück) ist ein deutscher Autor und Philosoph. Die Schwerpunkte seiner schriftstellerischen Tätigkeit sind der Umgang mit Zeit und eine Philosophie zum Verständnis der Welt und des Menschen.

## Leben
Axel Schlote wuchs in Osnabrück auf. Von 1988 bis 1993 studierte er Sozialwissenschaften mit dem Schwerpunkt Soziologie an der Universität Osnabrück. 1996 wurde er dort mit einer Arbeit über Zeit zum Dr. phil. promoviert. Anschließend absolvierte Schlote ein Redaktionsvolontariat beim Südwestfunk in Baden-Baden. Von 1998 bis 2001 war er Redenschreiber im Bundesministerium für Arbeit und Sozialordnung in Bonn und Berlin. Danach arbeitete er bis 2010 als Pressereferent und Redakteur bei einer Bundesbehörde in Wilhelmshaven. Seit 2010 arbeitet er frei als Philosoph und Autor. Schlote ist verheiratet.

## Werke & Rezeption
An der Universität Osnabrück untersuchte Schlote, wie Menschen mit Zeit umgehen. Das Ergebnis erschien 1996 in seiner Dissertation Widersprüche sozialer Zeit. Aufbauend auf die Ökonomie der Zeit bei Karl Marx entwickelt Schlote eine zeitsoziologische Theorie, nach der sowohl Fremdbestimmung als auch Selbstbestimmung Gegenreaktionen hervorrufen. Der Umgang mit Zeit entwickle sich in dem Spannungsfeld zwischen Heteronomie, Autonomie und ihren Widersprüchen. Später verfasste Schlote zwei Ratgeber für mehr Zeitwohlstand. Literarisch behandelt er das Thema in seiner Geschichte Tidemann sucht den Augenblick. Das Märchen für Erwachsene erschien 2002 auch in Südkorea, 2015 wurde die Geschichte in deutscher Sprache neu aufgelegt. Die Kritik würdigte das Buch u. a. als „ein kleines philosophisches Meisterwerk über die Zeit“. Auf seiner Suche nach dem Augenblick trifft Tidemann viele unterschiedliche Charaktere, die an ihrem Umgang mit Zeit leiden. „In jeder dieser Begegnungen lässt sich die Kritik an einer durchorganisierten, hektischen Zeit, in der das Gespür für Zeit verloren gegangen ist, deutlich herauslesen.“ Am Ende versteht Tidemann, was und wie wichtig die Augenblicke sind. So entwickelt das Märchen von Tidemann „eine zeitlose, poetische Alternative zu unserer Zeitkultur“.
Nach dem Thema Zeit widmete sich Schlote philosophischen Fragen. 2003 schrieb er Eine kleine Philosophie der Insel Spiekeroog, die erst 2018 erschien. Darin entwirft er eine Gegenwelt zur herrschenden Un-Kultur: „Es geht um Weite, um Zeit, um Natur. Für alle, die die Sehnsucht in sich tragen, sich der lärmenden Hektik unserer Großstädte zu entziehen.“ Die Insel Spiekeroog ist für Schlote „ein Spiegel der Seele und des Geistes; sie zeigt uns die Bedingungen der Menschen als Teil der Natur, lässt Raum und Zeit anders wahrnehmen.“
In der Folge setzte sich Schlote v. a. mit der Philosophie von Arthur Schopenhauer auseinander. In seiner Kritik der symbolischen Vernunft untersucht Schlote, wie die Kluft entsteht zwischen Erkenntnis und Einsicht, zwischen dem, was getan werden muss, und dem, was getan wird. Dazu analysiert er den menschlichen Charakter und beschreibt symbolische Akte wie die Klimakonferenzen, die nur so tun, als ob sie existentielle Bedrohungen der Gattung Mensch abwenden. Solche Phänomene erklärt er „als Befriedung des Widerspruchs zwischen dem Interesse des Einzelnen und der Gattung. Sie sind präsent, uns offensichtlich auch bewusst, sie werden aber nicht zum Motiv unseres Handelns“. Der Ökonom Niko Paech griff Schlotes Gedanken in seiner Wachstumskritik auf. Aus der Kritik der symbolischen Vernunft ergebe sich: „Je mehr 'grüne' oder anderweitig korrekte Ausgleichssymbole verfügbar sind, desto mehr verantwortungslose Handlungsmuster lassen sich kompensieren“.
In Das Blendwerk von Freiheit, Wohlstand und Demokratie setzt Schlote seine Kritik an dem herrschenden Charakter und seinen Folgen fort. Freiheit sei nur negativ real, beim Wohlstand überwiege das Standesdenken über ein falsch verstandenes Wohl, und Demokratie verwirkliche nur den Willen des Volkes, nicht sein Wohl. Alle drei seien wohlklingende, irreführende Begriffe, hinter denen sich der blinde, zerstörerische Egoismus als Gattungscharakter verstecke, der „als Ausdruck des Willens eine zentrale Rolle in der Wirklichkeit dieser Welt spielt“. Von marxistischer Seite wurde kritisiert, „Egoismus spielt in der Motivationserforschung keine Rolle mehr.“ Der Soziologe Bernhard Schäfers würdigte in seiner Kritik zwar, dass Schlote „auf eine radikal, d. h. an die Wurzeln gehende Weise die Entartungen von Freiheit, Demokratie und Wohlstand aufzeigt und viele Hinweise gibt, sie als 'Blendwerk' zu durchschauen. Aber er legt keinen Grundstein, die vorherrschende, auf Egoismus hin angelegte Wert- und Präferenzordnung zu verändern. Dafür ist seine Sicht auf die menschliche Natur zu pessimistisch.“
2021 erschien das Hauptwerk Die beiden Grundprobleme der Philosophie: die Welt verstehen und ertragen, in dem Schlote seine Philosophie im ersten Teil des Buches zusammenhängend darstellt. Ausgehend von Immanuel Kants transzendentaler Ästhetik und Schopenhauers Willensmetaphysik entwickelt er eine Theorie zum Wesen der Welt und des Menschen, nach der die Gattung Mensch die Grundlagen ihrer zivilisatorischen Existenz unvermeidbar zerstören werde. Der zweite Teil ist ein Kompendium der Lebenskunst und soll zeigen, wie sich die Welt ertragen lässt, indem Leiden vermindert werden. Auf utopische Szenarien verzichtet Schlote ausdrücklich:

„Die Welt zu retten, gehört nicht zu den Aufgaben der Philosophie – wohl aber, zu erklären, warum dies nicht gelingen kann.“

Neben den beiden Schwerpunkt-Themen verfasste Schlote verschiedene Einzelschriften: den Ratgeber Treffsicher texten über das Handwerk des Schreibens, den Ratgeber schlau food für alle über intelligente Ernährung, das Erwachsenenmärchen Käpt'n Jokas auf den Inseln in der Ruhe hinter dem Sturm über Lebenskrisen und Selbstfindung in einer skurrilen Welt, und das Kindermärchen Hella und Pitsche über eine Freundschaft zwischen zwei unterschiedlichen Wesen.

## Schriften (Auswahl)
- Widersprüche sozialer Zeit. Zeitorganisation im Alltag zwischen Herrschaft und Freiheit, Leske + Budrich, Opladen 1996, ISBN 3-8100-1679-9.
- Zeit genug! Wege zum persönlichen Zeitwohlstand, Beltz-Verlag, Weinheim 2000, ISBN 3-407-36365-6.
- Tidemann sucht den Augenblick, illustriert von Bengt Fosshag, Herder Verlag, Freiburg 2001, ISBN 3-451-27676-3.
- Du liebe Zeit!, Beltz-Verlag, Weinheim 2002, ISBN 3-407-36106-8.
- Treffsicher texten (1. Ausgabe), Beltz Verlag, Weinheim 2004, ISBN 3-407-36132-7.
- Käpt'n Jokas auf den Inseln in der Ruhe hinter dem Sturm. Ein Märchen für Erwachsene, illustriert von Hans-Christian Petersen, Edition Petersen, Esens 2010, ISBN 978-3-9805914-2-3.
- Die universale Urkraft und das moralische Genie. Notate und Komplemente (nicht nur) zur Philosophie von Arthur Schopenhauer, Wissenschaftlicher Verlag Berlin, Berlin 2014, ISBN 978-3-86573-786-1.
- Paraden und Palliativa. Philosophische Maximen zur Lebensweisheit, Wissenschaftlicher Verlag Berlin, Berlin 2015, ISBN 978-3-86573-842-4.
- Tidemann auf der Suche nach dem Augenblick. Ein Märchen über das Geheimnis der Zeit, illustriert von Gina Schlote, Feiler Verlag, Bremen 2015, ISBN 978-3-944550-08-4.
- Kritik der symbolischen Vernunft. Über den herrschenden Charakter, die ganz vernünftige Anti-Vernunft und die Unmöglichkeit, sie rechtzeitig zu beenden, Radius Verlag, Stuttgart 2016, ISBN 978-3-87173-122-8.
- schlau food für alle. Essen mit Gewinn, Sportwelt Verlag, Münster 2017, ISBN 978-3-941297-39-5 (zusammen mit Gina Schlote).
- Das Blendwerk von Freiheit, Wohlstand und Demokratie: Die heilige Triade des Egoismus, Athena Verlag, Oberhausen 2017, ISBN 978-3-89896-687-0.
- Eine kleine Philosophie der Insel Spiekeroog, illustriert von Hans-Christian Petersen und Gina Schlote, Edition Petersen, Esens 2018, ISBN 978-3-943929-12-6.
- Hella und Pitsche. Die erstaunliche Geschichte von zwei ungleichen Freunden, illustriert von Gina Schlote, Edition Petersen, Esens 2021, ISBN 978-3-943929-55-3.
- Die beiden Grundprobleme der Philosophie: die Welt verstehen und ertragen. Zwei Bücher für wenige und alle, die es wissen wollen, Verlag Königshausen & Neumann, Würzburg 2021, ISBN 978-3-8260-7302-1.
- Der jüngste Anhänger Schopenhauers, sein Vater und sein bester Freund. Über Harald Schütz, Carl Schütz und Ernst Abbe, Parodos Verlag, Berlin 2022, ISBN 978-3-96824-016-9.
- Bin ich dann mal weg? Philosophische Einwände gegen die Angst vor dem Tod, Parodos Verlag, Berlin 2023, ISBN 978-3-96824-022-0.
- APORIA. Dialog über den Untergang der Menschheit, Parodos Verlag, Berlin 2024, ISBN 978-3-96824-031-2.